# Women Writers' Suffrage League
De Women Writers' Suffrage League (WWSL) was een organisatie in het Verenigd Koninkrijk die in 1908 door Cicely Hamilton en Bessie Hatton opgericht werd.
De organisatie wilde "een parlementaire franchise ontwikkelen voor vrouwen, met dezelfde voorwaarden als die gelden voor mannen. De methode hiervoor is de methode van de schrijver – het gebruik van een pen." De organisatie zag zichzelf als een schrijverscollectief en niet als een literair gezelschap. Lidmaatschap was niet gebaseerd op literaire waarde, maar was open voor iedereen die tegen betaling geschreven werk had gemaakt. De groep stond open voor schrijvers van beide geslachten en alle politieke overwegingen, zolang ze voor vrouwenstemrecht waren.
De WWSL werd formeel opgeheven op 24 januari 1919, binnen een jaar na de Representation of the People Act van 1918.

## Bekende leden
De WWSL had meer dan 100 leden, waaronder veel belangrijke vrouwelijke auteurs:
- Elizabeth Robins - Eerste voorzitter
- Marie Belloc Lowndes - Vicevoorzitter
- Margaret Nevinson - Penningmeester
- Cicely Hamilton
- Bessie Hatton
- Beatrice Harraden
- May Sinclair
- Alice Meynell